# 桑德陨石坑
桑德陨石坑(Saunder)是月球正面赤道区一座较大的撞击坑，其名称取自英国皇家天文学会成员、数学家及月面学家塞缪尔·阿瑟·桑德(1852年－1912年)，1935被国际天文联合会批准接受。

## 描述
该陨坑西接依巴谷环形山和霍罗克斯陨石坑、西北靠近皮克林陨石坑；东北偏北坐落着拉德环形山；林赛陨石坑和欣德陨石坑分别位于它的东南和西南。陨坑的中心月面坐标为4°16′S 8°43′E / 4.26°S 8.72°E，直径约44.4公里，深约640米。
该陨坑的外侧壁不太规则，很多区域已坍塌断裂，形成一系列分离的峰峦和山脊，整体构成一个五边形形状。坑内地表已被熔岩掩没，环边缘形成一块平坦的表面。地表上无中央峰，但东南区有一些低矮的隆起，靠北侧壁散布着许多微小的陨坑。

## 卫星陨石坑
按惯例，最靠近桑德陨石坑的卫星坑在月图上以字母标注在该坑中心点的旁边。
| 桑德 | 纬度   | 经度    | 直径   |
| ---- | ------ | ------- | ------ |
| A    | 4.0° S | 12.3° E | 8 公里 |
| B    | 3.9° S | 9.8° E  | 6 公里 |
| C    | 2.7° S | 10.5° E | 4 公里 |
| S    | 2.3° S | 9.7° E  | 4 公里 |
| T    | 4.0° S | 10.4° E | 6 公里 |

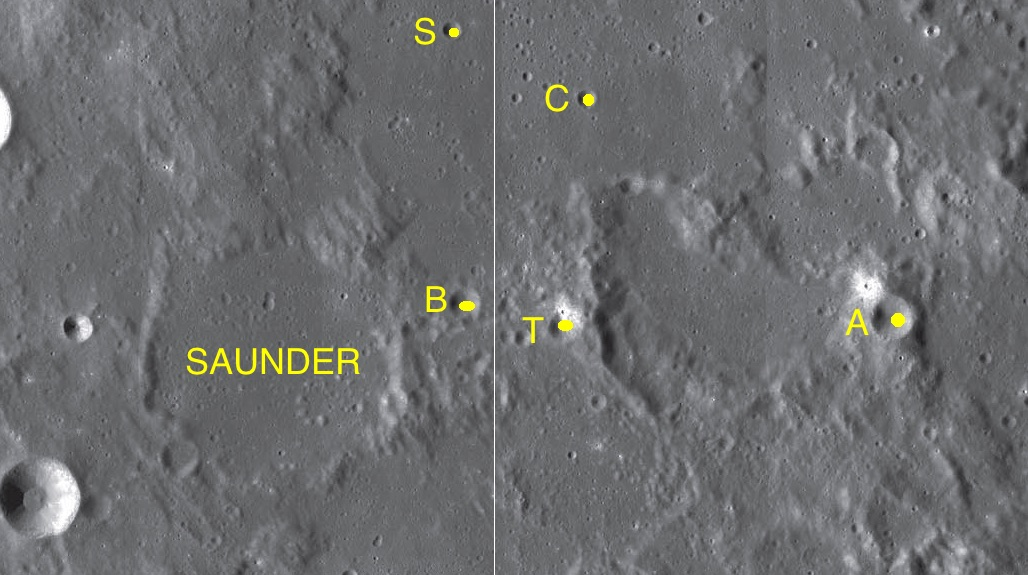
LAC-77和LAC-78拼接图

卫星坑"桑德 A"已被月球和行星观测协会(ALPO)列入《带有明亮射纹系统的撞击坑列表》。